# 星が丘 (神戸市)
星が丘（ほしがおか）は、兵庫県神戸市垂水区の町名。現行行政地名は星が丘一丁目から星が丘三丁目。郵便番号は655-OO32。

## 地理
垂水区南部の西垂水地区（旧西垂水村）に位置する。東は上高丸、南は霞ヶ丘、西は星が丘に接する。
町内にはコンビニエンスストアがある。動物病院もあり、霞ケ丘小学校と歌敷山中学校、星陵台中学校の校区にもなっている。山陽バスが通っており、このバスに乗れば学園都市駅まで25分ほどで行くことができる。

## 交通

### バス
- 山陽バス

## 周辺
- 神戸徳洲会病院
- 神戸市立歌敷山中学校